# Jeruzalemski križ
Jerúzalemski kríž je v osnovi grški križ s prečkami na koncu vsakega kraka ter z manjšim grškim križem v vsakem od štirih prostorov med krakoma. Domnevno si je tak križ za svoj simbol izbral Baldvin, brat lorenskega vojvode Gotfrida Bujonskega, ko so ga leta 1100, leto po zavzetju Jeruzalema v prvi križarski vojni, kronali za  krščanskega kralja Jeruzalema. Po eni razlagi simbolizirajo križi pet Jezusovih ran, po drugi predstavlja veliki križ Jezusa, preostali štirje pa štiri evangelije.
Jeruzalemski križ heraldično upodabljajo kot zlat (rumen) na srebrnem (belem) polju, s čimer krši eno od temeljnih heraldičnih načel, ki prepoveduje kombinacijo kovine na kovino.
Rdeč jeruzalemski križ najdemo danes na zastavi Gruzije.
Kodirani nabor znakov Unicode označuje jeruzalemski križ s kodo U+2629 (☩).